# تکیه کهن دژ پایین
تکیه کهن دژ پایین مربوط به دوره قاجار است و در سمنان، معبر کهن دژ، محله کهن دژ پایین واقع شده و این اثر در تاریخ ۲۵ اسفند ۱۳۸۰ با شمارهٔ ثبت ۵۶۷۰ به‌عنوان یکی از آثار ملی ایران به ثبت رسیده است.